# Моя борьба (Секретные материалы)
«Моя борьба» (англ. My Struggle) — первый эпизод десятого сезона «Секретных материалов». Автор сценария и режиссёр — Крис Картер. Премьера эпизода состоялась 24 января 2016 года на телеканале Fox.

## Сюжет
Эпизод открывается монологом Фокса Малдера, который рассказывает о том, что с самого детства был одержим необъяснимыми явлениями. Эта одержимость привела его в ФБР, где он расследовал паранормальные явления в отделе, известном как «Секретные материалы». В 1993 году начальство назначило в этот отдел врача-исследователя Дану Скалли, чтобы развенчать деятельность Малдера.
1947 год. Люди в чёрном везут безымянного военврача к месту крушения летающей тарелки в пустыне на западе штата Нью-Мексико. Доктор с удивлением осматривает НЛО. Вместе с группой военных он идёт по кровавым следам, тянущимся от места происшествия, и обнаруживает раненного пришельца. Вопреки мольбам доктора, солдаты убивают инопланетянина.
2016 год. По поручению помощника директора ФБР Уолтера Скиннера, Дана Скалли звонит Малдеру и говорит, что с ним хочет встретиться ведущий популярного конспирологического интернет-шоу Тэд О’Мэлли, который считает, что раскрыл большой правительственный заговор.
Скалли и Малдер встречаются в Вашингтоне, Появляется Тэд О’Мэлли на шикарном лимузине и отвозит их на уединённую ферму в Лоу-Мур (штат Вирджиния).
Они знакомятся с девушкой по имени Света, которая утверждает, что её неоднократно похищали инопланетяне. Пришельцы оплодотворяли её, а потом изымали зародышей. Кроме того, они ввели Свете ДНК инопланетян. Дана соглашается проверить слова девушки и взять у неё анализы крови и ДНК. Во время медицинского осмотра Света делает несколько проницательных замечаний по поводу напряженных отношений между Скалли и Малдером, заставляя врача чувствовать себя неловко. Получив результаты анализов, Скалли просит сделать повторные тесты.
О’Мэлли отвозит Малдера в секретный ангар, где показывает ему летательный аппарат треугольной формы. Он построен с применением технологий пришельцев и использует генератор свободной энергии (энергии вселенной).
Малдер повторно встречается со Светой и девушка признаётся, что выдумала историю с пришельцами. На самом деле опыты на ней ставили люди.
Малдер начинает думать о том, что правительство манипулировало им и Скалли. Он встречается с бывшим военврачом, который видел обломки НЛО в пустыне Нью-Мексико, и рассказывает, что видел копию корабля пришельцев, использующего свободную энергию. Малдер считает, что правительство использует внеземные технологии ещё со времен Розуэла, похищает людей и ставит на них эксперименты, выдавая их за происки инопланетян. Корыстные люди используют технологии пришельцев против всего человечества. Старый врач говорит, что Малдер близко подобрался к тайне, а Розуэлл был всего лишь прикрытием.
Малдер начинает сомневаться в том, что за глобальным заговором против человечества скрываются пришельцы. На самом деле за ним стоит группа невероятно жестоких «ультра-фашистов» из правительства США, которые с помощью используемых уже 70 лет внеземных технологий хотят подчинить себе весь мир.
Тэд О’Мэлли хочет выступить с разоблачением правительственного заговора. Однако в этот день его сайт прекращает работу, а военные уничтожают летательный аппарат и ученых, работавших над его созданием.
Малдер и Скалли встречаются на подземной парковке. Скалли говорит, что провела повторные тесты ДНК Светы и обнаружила в геноме следы инопланетного ДНК. Она также взяла кровь у себя, и анализы также выявили инопланетный ДНК. Бывшие агенты ФБР получают срочный вызов от Скиннера.
Света едет в неизвестном направлении по шоссе, когда внезапно машина глохнет. Зависший в небе инопланетный корабль треугольной формы взрывает автомобиль.
Из телефонного звонка Курильщик узнает о том, что у него возникла проблема. Секретные материалы снова открыты.

## Производство

### Сценарий
До съёмок Картер объяснил, что у него были «идеи для каждого персонажа», и что сериал будет стремиться рассказать свежие истории в «очень новых политических условиях». Для возобновления мифологии эпизодов, в которую входит этот эпизод, Картер отметил, что он хотел «пообезьянничать» и «закружить» мифологию.

### Подбор актёров
После того, как было подтверждено, что Духовны и Андерсон вернутся к ролям Малдера и Скалли, последовало широко распространённое предположение о том, кто также вернётся. На ранней стадии было обнаружено, что Митч Пиледжи, играющий Уолтера Скиннера, и Уильям Б. Дэвис, играющий Курильщика, вернутся в сериал. Джоэл Макхейл был объявлен в качестве приглашённой звезды в июне 2015 года, и будет играть Тэда О’Мэлли, ведущего интернет-новостей, который является маловероятным союзником Малдера. Картер взял Макхейла на роль после его высмеивания Барака Обамы на ужине корреспондентов в Белом доме 2014 года.
Хиро Канагава появляется как приглашённая звезда в роли учёного по имени Гарнер в этом эпизоде. Канагава ранее уже снимался в «Секретных материалов». Он сыграл ученого-химика Питера Танаку в эпизоде второго сезона «Огнеход» и криобиолога Йонечи в эпизоде четвёртого сезона «Синхронность».

## Рейтинги
Показ первой серии десятого сезона состоялся 24 января 2016 года. Эпизод посмотрели 16,19 млн зрителей. Рейтинг Нильсена составил 6.1 в возрастной группе 18-49 лет. Это означает, что 6,1 % жителей США в возрасте от 18 до 49 лет, смотревших во время показа данной серии телевизор, выбрали для просмотра именно «Мою борьбу».
«Моя борьба» стала самым рейтинговым первым эпизодом сезона после первого эпизода седьмого сезона оригинального сериала — «Шестое вымирание», аудитория которого составила 17,82 млн зрителей. Это также самая рейтинговая серия после эпизода восьмого сезона «Этого не может быть» (16,9 млн зрителей).